# Fine Inisi
Pas d'image ? Cliquez ici

a Compétitions nationales et continentales officielles uniquement.

b Matchs officiels uniquement.
Dernière mise à jour le 24 novembre 2023.
Fine Inisi, né le 19 mai 1998 à Auckland (Nouvelle-Zélande), est un joueur international tongien d'origine néo-zélandaise de rugby à XV évoluant aux postes de centre ou d'ailier.

## Biographie
Son frère Lotu est également joueur international tongien de rugby à XV.

### Carrière en club
En 2022, il intègre l'équipe des Moana Pasifika pour jouer dans leur saison inaugurale de Super Rugby.

## Statistiques

### En équipe nationale
- 8 sélections avec l'équipe des Tonga, dont 8 en tant que titulaire.
- 5 points (1 essai).
- Participant à la Coupe du monde 2023 (2 matchs, 1 essai)[4].